# Ada von Holland (Brandenburg)
Ada von Holland († 1205 oder später) war die Ehefrau von Markgraf Otto II. von Brandenburg.

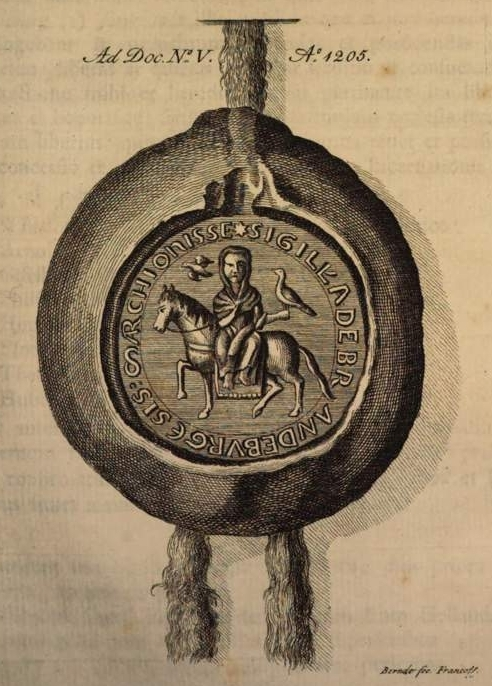
Falkenjagdsiegel der Ada von Holland, Markgräfin von Brandenburg, 1205, Kupferstich aus Philipp Wilhelm Gercken: Codex Diplomaticus Brandenburgensis. Band 8. Salzwedel 1785, Tafel nach S. 386.

Sie war eine Tochter von Graf Floris III. von Holland und Ada von Huntingdon. Ihre Brüder waren unter anderen die späteren Grafen Dietrich VII. und Wilhelm I. von Holland. 
Zu einem unbekannten Zeitpunkt wurde sie in Werda ihrem Gatten zugeführt. Die Ehe blieb kinderlos, Otto gelobte daher an einem Kreuzzug teilzunehmen. Seine Kinderlosigkeit war für Otto vermutlich ein Grund, gemeinsam mit seinem Bruder Albrecht II., seinen Allodialbesitz 1196 dem Erzbistum Magdeburg als Lehen aufzutragen. Die Hoffnung auf eigene Kinder gab Otto dabei nicht auf. In einem Schreiben ermahnte Papst Innozenz III. in seinem dritten Pontifikatsjahr Otto, seine Frau mit ehelicher Zuneigung zu behandeln. Ein Ritter versuchte Ada in Schönwalde zu ermorden und wurde dafür von Markgraf Otto II. zum Tode verurteilt. Otto II. starb am 4. Juli 1205. Im gleichen Jahr verkaufte Ada, mit Zustimmung ihrer holländischen Verwandten, zwei Hufen in Poel an das Kloster Rijnsburg.
In der älteren Literatur wurde sie fälschlich als Ehefrau von Markgraf Otto I. bezeichnet.